# Linia kredytowa
Linia kredytowa – rodzaj kredytu odnawialnego. Produkt bankowy finansujący działalność klientów, polegający na udostępnieniu przez bank możliwości zadłużania się do wysokości sumarycznego limitu ustalonego w umowie w okresie określonym umową. Kredytobiorca korzysta z tego limitu w miarę potrzeb, co w praktyce oznacza, że wypłata kredytu nie jest obwarowana dodatkowymi warunkami i procedurami związanymi z badaniem zdolności kredytowej. Dzięki temu dostęp do finansowania za pośrednictwem linii kredytowej jest bardzo szybki, co jest jej główną zaletą z punktu widzenia klienta.
W swej podstawowej formie linia kredytowa umożliwia zaciąganie kredytu w rachunku o sumarycznej kwocie ograniczonej przez wysokość przyznanego limitu. Linia kredytowa może mieć także formę umowy generalnej dotyczącej finansowania. W tym przypadku klient może decydować o formie otrzymywanego finansowania, wybierając z ustalonej palety produktów oferowanych przez bank. W ramach takiej linii może on korzystać np. z kredytów w rachunku bieżącym, kredytów obrotowych, gwarancji bankowych czy akredytyw. Sumaryczna wartość zadłużenia w banku nie może przekroczyć ustalonego limitu.
Linia kredytowa może mieć charakter odnawialny lub nieodnawialny. W przypadku linii odnawialnej spłacone przez kredytobiorcę kwoty automatycznie zwiększają kwotę dostępną do wypłaty – w okresie obowiązywania umowy kredyt może być wielokrotnie wypłacany i spłacany. W przypadku linii nieodnawialnej kredyt można wykorzystać tylko raz, a jego spłata nie powoduje zwiększenia kwoty możliwej do wypłaty w późniejszym terminie.
Na koszty linii kredytowej ponoszone przez klienta składają się dwa komponenty: odsetki płacone od wykorzystanej kwoty zadłużenia oraz opłata za gotowość banku do wypłaty środków ustalana zwykle jako procent udostępnionego limitu. Dodatkowo należy się liczyć z kosztami prowizji za przyznanie bądź odnowienie linii.